# Thelephora multipartita
Thelephora multipartita är en svampart som beskrevs av Schwein. 1828. Thelephora multipartita ingår i släktet vårtöron och familjen Thelephoraceae.   Inga underarter finns listade i Catalogue of Life.